# 大川正男
大川 正男（おおかわ まさお、1956年9月8日 - ）は、日本の実業家、公認会計士。元日本エム・ディ・エム社長、元中央青山監査法人代表社員。

## 経歴
群馬県伊勢崎市生まれ。前橋高等学校を卒業し1982年に横浜国立大学経営学部経営学科を卒業後、公認会計士第二次試験に合格し、監査法人中央会計事務所（当時）に入所した。
1986年、公認会計士として登録された。1987年3月、Coopers&Lybrandに出向した。2000年8月には、中央青山監査法人代表社員になった。日本エム・ディ・エムの創業者から「後継社長に」と請われ、2001年に入社し、同社取締役 管理本部長兼財務部長に就任した。2002年に取締役海外担当（米国駐在）、2003年に同社子会社のOrtho Development Corporation代表取締役社長、2009年株式会社日本エム・ディ・エム代表取締役社長に就任した。
日本エム・ディ・エム入社後は、業績低迷にあった米国子会社の年間で3億円程度の赤字から年3億円程度の黒字化を果たし、社長就任後には商社からメーカーへの業態変換を主導した。

## 人物
高校入学後硬式野球部に投手として入部するが、肘の不調から1年生の夏にはあえなく野球を断念した。その後ラグビー部に転部し、最終学年で県大会優勝を経験した。一方で、同郷の萩原朔太郎や伊藤静雄の詩の世界に影響を受けている。
監査法人時代に日本エム・ディ・エムの株式公開のための支援を担当している。